# 高木貞治
高木貞治（日语：／ Takagi Teiji，1875年4月21日—1960年2月28日）是一名日本數學家，研究代數數論、類域論。他是類域論的開創者。

## 生平
高木貞治生於日本岐阜縣大野郡數屋村（現本巢市），親生父親姓木野村，高木是他母親的姓氏。高木貞治的養父是其舅父。1894年入讀東京帝國大學數學科，畢業留學德國哥廷根大學。
1901年返回日本，在東京大學教授代數。1925年獲任命為帝国学士院会員。1932年担任国际数学联盟副主席。1936年首届菲尔兹奖评审委员。

## 著作
- 解析概論
- 初等整数論講義
- 代数的整数論
- 代数學講義
- 近世數學史談
- 新式算術講義
- 數學雜談
- 數之概念
- The Collected Papers of TEIJI TAKAGI
  - 2nd ed.（1990年）Springer-Verlag Berlin and Heidelberg GmbH & Co. K, ISBN 3540700579
  - 2nd ed.（1991年）Springer-Verlag, ISBN 0387700579

## 外部連結
- 顏一清：高木貞治 （页面存档备份，存于），數學傳播第23卷第2、3期
- 康明昌：介紹兩本數學史 （页面存档备份，存于）：其中一本為高木的《近世數學史談》
- 高木貞治在數學譜系計畫的資料。
- 約翰·J·奧康納; 埃德蒙·F·羅伯遜, ,  （英语）